# Tullio Rossi (Radsportler)
Tullio Rossi (* 2. Juni 1948 in Rom) ist ein ehemaliger italienischer Radrennfahrer. Er war zwischen 1973 und 1978 als Radprofi aktiv und hatte einen Etappensieg beim Giro d’Italia 1973.

## Karriere
Er begann sein Radsportkarriere 1968 beim Giornalai di Roma. 1969 gewann er die Trofeo Salvatore Morucci und 1970 die Coppa Giulio Burci. 1972 wurde er Zweiter beim Gran Premio della Liberazione. Durch gute Ergebnisse erhielt er einen Profivertrag vom Team Dreherforte ab 1973. Ab 1975 ging er zum Team Presutti Notari, welches ab März 1975 mit dem Team Splendor zu Splendor fusionierte. 1976 wechselte er zum Team „Furzi“ und danach zum Team Bianchi. 1978 beendete er seine Profikarriere.

## Erfolge
1973
- eine Etappe Giro d’Italia

### Grand-Tour-Platzierungen
| Grand Tour            | 1973 | 1974 | 1975 | 1976 | 1977 | 1978 |
| --------------------- | ---- | ---- | ---- | ---- | ---- | ---- |
| Vuelta a EspañaVuelta | –    | –    | –    | –    | –    | 61   |
| Giro d’ItaliaGiro     | 74   | DNF  | –    | 78   | –    | –    |
| Tour de FranceTour    | –    | –    | –    | –    | DNF  | –    |

### Monumente-des-Radsports-Platzierungen
| Monument        | 1973 | 1974 | 1975 | 1976 | 1977 | 1978 |
| --------------- | ---- | ---- | ---- | ---- | ---- | ---- |
| Mailand–Sanremo | 97   | 26   | –    | –    | 118  | 115  |